# Tapiseria (Star Trek: Generația următoare)
„Tapiseria” (titlu original: „Tapestry”) este al 15-lea episod din al șaselea sezon al serialului TV american științifico-fantastic Star Trek: Generația următoare și al 141-lea episod în total. A avut premiera la 15 februarie 1993.
Episodul a fost regizat de Les Landau după un scenariu de Ronald D. Moore.

## Prezentare
Jean-Luc Picard este ucis într-un accident. Ajuns în viața de apoi, îl găsește acolo pe Q, care îl determină să-și analizeze alegerile făcute în trecut. 

## Actori ocazionali
- John de Lancie - Q
- Ned Vaughn - Cortin Zweller
- J. C. Brandy - Marta Batanides
- Clint Carmichael - Nausicaan
- Rae Norman - Penny Muroc
- Marcus Nash - Young Picard
- Majel Barrett - Computer Voice